# Etlingera
Etlingera es un género de fanerógamas perteneciente a la familia Zingiberaceae. Comprende >100 especies.

## Distribución deográfica
Se encuentra cultivado, en América tropical. En Colombia se localiza en la cordillera oriental, se ha observado en el Departamento de Cundinamarca, en varios municipios, va de los  0 – 2400 m s. n. m. en bh – T , bh – PM, bmh – PM, bmh – MB

## Usos
Alimenticio 
- Las flores y frutos son vistosos y agradables para la avifauna.

Doméstico 
- Sus hojas son utilizadas para envolver alimentos.

Ornamental 
- Una de las flores más hermosas del mundo, no cultivable en jardines pequeños.

## Taxonomía
El género fue descrito por Paul Dietrich Giseke y publicado en Praelectiones in ordines naturales plantarum ad 202, 209. 1792. La especie tipo es: Etlingera littoralis (J.Koenig) Giseke. 

## Especies aceptadas
A continuación se brinda un listado de las especies del género Etlingera aceptadas hasta febrero de 2013, ordenadas alfabéticamente. Para cada una se indica el nombre binomial seguido del autor, abreviado según las convenciones y usos:
- Lista de especies de Etlingera